# Ḷ̀
Ḷ̀ (minuscule : ḷ̀), appelé L accent grave point souscrit, est une lettre latine utilisée dans la transcription du sanskrit védique.
Il s’agit de la lettre L diacritée d’un accent grave et d’un point souscrit.

## Utilisation
Dans la romanisation du sanskrit védique, ‹ ḷ̀ › représente une ḷ non élevée (accentuation védique).

## Représentations informatiques
Le L accent grave point souscrit peut être représenté avec les caractères Unicode suivants : 
- composé et normalisé NFC (latin étendu additionnel, diacritiques) :

| formes    | représentations | chaînes de caractères | points de code | descriptions                                                      |
| --------- | --------------- | --------------------- | -------------- | ----------------------------------------------------------------- |
| majuscule | Ḷ̀               | Ḷ◌̀                    | U+1E36 U+0300  | lettre majuscule latine l point souscrit diacritique accent grave |
| minuscule | ḷ̀               | ḷ◌̀                    | U+1E37 U+0300  | lettre minuscule latine l point souscrit diacritique accent grave |

- décomposé et normalisé NFD (latin de base, diacritiques) :

| formes    | représentations | chaînes de caractères | points de code       | descriptions                                                                  |
| --------- | --------------- | --------------------- | -------------------- | ----------------------------------------------------------------------------- |
| majuscule | Ḷ̀               | L◌̣◌̀                   | U+004C U+0323 U+0300 | lettre majuscule latine l diacritique point souscrit diacritique accent grave |
| minuscule | ḷ̀               | l◌̣◌̀                   | U+006C U+0323 U+0300 | lettre minuscule latine l diacritique point souscrit diacritique accent grave |

## Sources
- (ja) « 音素表 », sur 松浦高志のWikiページ